# Георги Везенков
Георги Везенков или Везанков е български свещеник, революционер, деец на Вътрешната македоно-одринска революционна организация.

## Биография
Георги Везанков е роден в 1871 година в леринското село Върбени, тогава в Османската империя, днес Итеа, Гърция. Влиза във ВМОРО. През 1902 година е арестуван и подложен на мъчения. Участва в Илинденско-Преображенското въстание като войвода на чета в отряда на Алексо Джорлев. Умира на 21 юни 1911 година във Върбени.